# Prelatura territorial de Ayaviri
La prelatura territorial de Ayaviri (en latín: Praelatura Territorialis Ayaviriensis) es una circunscripción eclesiástica de la Iglesia católica en Perú. Se trata de una prelatura territorial latina, sufragánea de la arquidiócesis de Arequipa. El administrador apostólico es el obispo Pedro Alberto Bustamante López. El 4 de octubre de 2024, Benigno Condori Chuchi, OFM, fue nombrado obispo prelado de Ayaviri.

## Territorio y organización
La prelatura territorial tiene 20 712 km² y extiende su jurisdicción sobre los fieles católicos de rito latino residentes en parte del departamento de Puno en las provincias de: Melgar, Carabaya y parte de Sandia.
La sede de la prelatura territorial se encuentra en la ciudad de Ayaviri, en donde se halla la Catedral de San Francisco de Asís.
En 2021 en la prelatura territorial existían 21 parroquias.
Son muy venerados los santuarios de la patrona de Ayaviri y de la prelatura: Virgen de Alta Gracia, Virgen Candelaria de Kolqueparque (Ayaviri), de la Candelaria de Marcarí, del Señor de Acllamayo (Orurillo) y del Señor de Pacaypampa de Sandia.

## Historia
La prelatura territorial fue erigida el 30 de julio de 1958 con la bula Ex illis dioecesibus del papa Pío XII, obteniendo el territorio de la diócesis de Puno. Los territorios que conformaron la nueva Iglesia particular de Ayaviri pertenecían a áreas que en el lenguaje eclesiástico actual se denominan vicariato foráneo y que en aquella época coincidían con las doctrinas que eran de origen colonial. A la nueva prelatura pasó completamente el vicariato foráneo de Carabaya que incluía Sandia y a también el vicariato foráneo de Alta de Lampa, que incluía Ayaviri y otras áreas cercanas. La catedral fue dedicada el 9 de mayo con el título de: iglesia parroquial prelaticia, y se encuentra bajo la advocación de San Francisco de Asís.
El primer prelado de Ayaviri fue el Luciano Metzinger Greff, que fue ordenado obispo en 1964. En 1971, al ser nombrado secretario general de la Conferencia Episcopal Peruana, renunció a la prelatura. Desde noviembre de 1971 hasta diciembre de 1991, la prelatura fue confiada a los administradores apostólicos: Luis Dalle y Francisco d’Alteroche.
El 4 de diciembre de 1991 la Santa Sede nombró a Juan Godayol Colom como nuevo obispo de Ayaviri; quien fue consagrado en Arequipa al mes siguiente y tomó posesión de la prelatura el 7 de enero de 1992, siendo obispo prelado hasta el 18 de febrero de 2006, fecha a partir de la cual fungió como administrador apostólico hasta la toma de posesión del nuevo obispo.
El 18 de febrero de 2006, Kay Schmalhausen fue nombrado por el papa Benedicto XVI como obispo prelado de Ayaviri. Su consagración se realizó el 23 de abril de 2006 y tomó posesión de la prelatura el 30 de abril del mismo año. El 7 de abril de 2021 la sede quedó vacante tras ser aceptada la renuncia del obispo.
El 3 de abril de 2019 cedió una porción de su territorio para la erección de la prelatura territorial de Santiago Apóstol de Huancané mediante la bula Veritatis praecones del papa Francisco.

## Estadísticas
Según el Anuario Pontificio 2022 la prelatura territorial tenía a fines de 2021 un total de 162 400 fieles bautizados.
| Año                                                                             | Población            | Población | Población      | Sacerdotes | Sacerdotes    | Sacerdotes    | Bautizados por sacerdote | Diáconos permanentes | Religiosos | Religiosos | Parroquias |
| Año                                                                             | Bautizados católicos | Total     | % de católicos | Total      | Clero secular | Clero regular | Bautizados por sacerdote | Diáconos permanentes | Varones    | Mujeres    | Parroquias |
| ------------------------------------------------------------------------------- | -------------------- | --------- | -------------- | ---------- | ------------- | ------------- | ------------------------ | -------------------- | ---------- | ---------- | ---------- |
| 1966                                                                            | 168 000              | 170 000   | 98.8           | 20         | 11            | 9             | 8400                     |                      |            | 7          | 15         |
| 1970                                                                            | 190 000              | 200 000   | 95.0           | 22         | 11            | 11            | 8636                     |                      | 11         | 14         | 31         |
| 1976                                                                            | 140 000              | 150 000   | 93.3           | 17         | 8             | 9             | 8235                     |                      | 9          | 10         | 31         |
| 1980                                                                            | 140 000              | 150 000   | 93.3           | 22         | 12            | 10            | 6363                     |                      | 10         | 10         | 31         |
| 1990                                                                            | 171 000              | 205 000   | 83.4           | 22         | 13            | 9             | 7772                     |                      | 9          | 35         | 31         |
| 1999                                                                            | 280 000              | 350 000   | 80.0           | 11         | 6             | 5             | 25 454                   |                      | 7          | 33         | 37         |
| 2000                                                                            | 280 200              | 351 000   | 79.8           | 11         | 7             | 4             | 25 472                   |                      | 6          | 23         | 40         |
| 2001                                                                            | 280 915              | 352 000   | 79.8           | 13         | 9             | 4             | 21 608                   |                      | 6          | 29         | 42         |
| 2002                                                                            | 155 609              | 173 711   | 89.6           | 13         | 7             | 6             | 11 969                   |                      | 11         | 27         | 25         |
| 2003                                                                            | 155 609              | 173 711   | 89.6           | 14         | 8             | 6             | 11 114                   |                      | 8          | 24         | 35         |
| 2004                                                                            | 175 800              | 179 300   | 98.0           | 17         | 14            | 3             | 10 341                   |                      | 4          | 24         | 30         |
| 2013                                                                            | 193 400              | 199 400   | 97.0           | 19         | 15            | 4             | 10 178                   |                      | 7          | 16         | 32         |
| 2016                                                                            | 199 868              | 206 036   | 97.0           | 23         | 21            | 2             | 8689                     |                      | 4          | 16         | 32         |
| 2019                                                                            | 152 656              | 179 596   | 85.0           | 20         | 19            | 1             | 7632                     |                      | 2          | 20         | 21         |
| 2020                                                                            | 160 000              | 186 000   | 86.0           | 19         | 18            | 1             | 8421                     |                      | 4          | 15         | 22         |
| 2021                                                                            | 162 400              | 188 865   | 86.0           | 23         | 22            | 1             | 7060                     |                      | 3          | 15         | 21         |
| Fuente: Catholic-Hierarchy, que a su vez toma los datos del Anuario Pontificio. |                      |           |                |            |               |               |                          |                      |            |            |            |

## Episcopologio
- José Juan Luciano Carlos Metzinger Greff, SS.CC. † (30 de julio de 1958-30 de enero de 1971 renunció)
  - Luis Dalle, SS.CC. (Administrador apostólico) † (30 de octubre de 1971- 9 de mayo de 1982 falleció en accidente)
  - Francisco d'Alteroche (Administrador apostólico)
- Juan Godayol Colom, S.D.B. (4 de diciembre de 1991-18 de febrero de 2006 renunció)
- Kay Martin Schmalhausen Panizo, S.C.V. (18 de febrero de 2006-7 de abril de 2021 renunció)
  - Sede vacante (desde 2021)
  - Pedro Alberto Bustamante López, desde el 7 de abril de 2021[nota 1]